# Aelurillus
Genre
Synonymes
- Dia C. L. Koch, 1850 nec Déjean, 1835
- Aelurops Thorell, 1869 nec Wagner, 1830
- Ictidops Fickert, 1876 nec Leidy, 1868
- Hemsenattus Roewer, 1955
- Melioranus Tystshenko, 1965

Aelurillus est un genre d'araignées aranéomorphes de la famille des Salticidae.

## Distribution
Les espèces de ce genre se rencontrent en écozone paléarctique pour la plupart et pour quelques-unes en écozone afrotropicale et indomalaise.

## Liste des espèces
Selon World Spider Catalog (version 26, 04/07/2025) :
- Aelurillus aeruginosus (Simon, 1871)
- Aelurillus afghanus Azarkina, 2006
- Aelurillus alboclypeus Azarkina & Komnenov, 2015
- Aelurillus ambiguus (Denis, 1966)
- Aelurillus andreevae Nenilin, 1984
- Aelurillus angularis Prószyński, 2000
- Aelurillus ater (Kroneberg, 1875)
- Aelurillus balearus Azarkina, 2006
- Aelurillus basseleti (Lucas, 1846)
- Aelurillus blandus (Simon, 1871)
- Aelurillus bokerinus Prószyński, 2003
- Aelurillus bosmansi Azarkina, 2006
- Aelurillus brutus Wesołowska, 1996
- Aelurillus catherinae Prószyński, 2000
- Aelurillus catus Simon, 1886
- Aelurillus cognatus (O. Pickard-Cambridge, 1872)
- Aelurillus concolor Kulczyński, 1901
- Aelurillus conveniens (O. Pickard-Cambridge, 1872)
- Aelurillus cretensis Azarkina, 2002
- Aelurillus cristatopalpus Simon, 1902
- Aelurillus cypriotus Azarkina, 2006
- Aelurillus deltshevi Azarkina & Komnenov, 2015
- Aelurillus desertus (Wesołowska & van Harten, 2010)
- Aelurillus dubatolovi Azarkina, 2003
- Aelurillus faragallai Prószyński, 1993
- Aelurillus galinae Wesołowska & van Harten, 2010
- Aelurillus gershomi Prószyński, 2000
- Aelurillus guecki Metzner, 1999
- Aelurillus helvenacius Logunov, 1993
- Aelurillus hirtipes Denis, 1960
- Aelurillus improvisus Azarkina, 2002
- Aelurillus jerusalemicus Prószyński, 2000
- Aelurillus khorasanicus Azarkina & Mirshamsi, 2014
- Aelurillus kochi Roewer, 1951
- Aelurillus kopetdaghi Wesołowska, 1996
- Aelurillus kronestedti Azarkina, 2004
- Aelurillus laniger Logunov & Marusik, 2000
- Aelurillus latebricola Spassky, 1941
- Aelurillus leipoldae (Metzner, 1999)
- Aelurillus logunovi Azarkina, 2004
- Aelurillus lopadusae Cantarella, 1983
- Aelurillus lucasi Roewer, 1951
- Aelurillus luctuosus (Lucas, 1846)
- Aelurillus lutosus (Tystshenko, 1965)
- Aelurillus m-nigrum Kulczyński, 1891
- Aelurillus madagascariensis Azarkina, 2009
- Aelurillus marusiki Azarkina, 2002
- Aelurillus minimontanus Azarkina, 2002
- Aelurillus minutus Azarkina, 2002
- Aelurillus mirabilis Wesołowska, 2006
- Aelurillus monardi (Lucas, 1846)
- Aelurillus murphyorum Azarkina, 2022
- Aelurillus nabataeus Prószyński, 2003
- Aelurillus nenilini Azarkina, 2002
- Aelurillus numidicus (Lucas, 1846)
- Aelurillus plumipes (Thorell, 1875)
- Aelurillus politiventris (O. Pickard-Cambridge, 1872)
- Aelurillus quadrimaculatus Simon, 1889
- Aelurillus quercussuber Wunderlich, 2023
- Aelurillus rugatus (Bösenberg & Lenz, 1895)
- Aelurillus russellsmithi Azarkina, 2009
- Aelurillus schembrii Cantarella, 1982
- Aelurillus simplex (Herman, 1879)
- Aelurillus spinicrus (Simon, 1871)
- Aelurillus steinmetzi Metzner, 1999
- Aelurillus subaffinis Caporiacco, 1947
- Aelurillus subfestivus Saito, 1934
- Aelurillus thailandicus Azarkina, 2019
- Aelurillus tumidulus Wesołowska & Tomasiewicz, 2008
- Aelurillus unitibialis Azarkina, 2002
- Aelurillus v-insignitus (Clerck, 1757)
- Aelurillus westi Azarkina & Zamani, 2019

## Systématique et taxinomie
Dia C. L. Koch, 1850, préoccupé par Dia Déjean, 1835, remplacé par Aelurops Thorell, 1869, préoccupé par Aelurops Wagner, 1830, remplacé par Ictidops Fickert, 1876, préoccupé par Ictidops Leidy, 1868 , a été remplacé par Aelurillus par Simon en 1885.
Hemsenattus a été placé en synonymie par Prószyński en 1966.
Melioranus a été placé en synonymie par Prószyński en 1979.

## Publication originale
- Simon, 1885 : « Études arachnologiques. 16e Mémoire. XXIII. Matériaux pour servir à la faune des arachnides de la Grèce. » Annales de la Société Entomologique de France, sér. 6, vol. 4, p. 305-356 (texte intégral).